# Song Kang
Song Kang (송강?, Song GangLR, Song KangMR; Corea del Sud, 23 aprile 1994) è un attore sudcoreano.

## Carriera
Song Kang fa il suo debutto in televisione nel 2017 nella commedia romantica Geunyeoneun geojinmar-eul neomu saranghae, nella quale interpretava il ruolo di amico d'infanzia del protagonista. Nello stesso anno entra a far parte del cast del family drama Bapsang charineun namja, la cui trasmissione si concluse nel 2018. Fece anche un'apparizione in due videoclip musicali: Sweet summer by Night del duo The Ade e Love Story di Suran.
Partecipa al Namoo Actors's "Introduction to Rookies" fan meeting l'8 luglio 2017 insieme a Oh Seung-hoon e Lee Yoo-jin. I biglietti andarono in sold out in meno di 30 secondi. Il suo primo film debutta una settimana dopo con il titolo Beautiful Vampire. Ha presentato la trasmissione musicale Inkigayo dal 18 febbraio al 28 ottobre 2018 a fianco di uno dei membri dei Seventeen, Mingyu, e DIA Jung Chae-yeon. Lo stesso anno, è apparso sul tour di San Francisco del programma televisivo Salty Tour con Sunny e Park Chan-yeol. Divenne anche membro fisso del variety show "Village Survival, the Eight". È stato nominato nella categoria Rookie Award durante i SBS Entertainment Awards per i suoi lavori su Inkigayo e Village Survival, the Eight.
Nel 2019 fa un'apparizione speciale nel tredicesimo episodio della serie Jinsim-i data. Accetta un ruolo secondario in un adattamento del Faust (Goethe) intitolata Agmaga neoui ileum-eul nuleul ttae. Ottiene il suo primo ruolo da protagonista nella serie televisiva Netflix Love Alarm.

## Filmografia

### Cinema
- Beautiful Vampire, regia di Jeong Eun-gyeong (2018)

### Televisione
- Geunyeoneun geojinmar-eul neomu saranghae (그녀는 거짓말을 너무 사랑해?) – serie TV (2017)
- Man in the Kitchen (밥상 차리는 남자?) – serie TV (2017-2018)
- Jinsim-i data (진심이 닿다?) – serie TV (2019)
- When the Devils Calls Your Name (악마가 너의 이름을 부를 때?) – serie TV (2019)
- Love Alarm (좋아하면 울리는?) – serie TV (2019)
- Sweet Home (스위트홈?) – serie TV (2020)
- Navillera (나빌레라?) – serie TV (2021)
- Nevertheless (알고있지만) – serie TV (2021)
- Previsioni d'amore (기상청 사람들: 사내연애 잔혹사 편) – serie TV (2022)
- My Demon (마이 데몬?, Ma-i demonLR) – serie TV (2023-2024)

## Videografia
- The Ade - Sweet Summer Night (달콤한 여름밤) (2017)
- Suran feat. Crush - Love Story (러브스토리) (2017)

## Riconoscimenti
- SBS Entertainment Awards 2018
  - Nomination – Rookie Award (Male) per Village Survival, the Eight, Inkigayo[14]

## Doppiatori italiani
Nelle versioni in italiano nelle opere in cui ha recitato, Song Kang è stato doppiato da:
- Giuseppe Palasciano in Love Alarm
- Mattia Billi in Previsioni d'amore